# Kim Jongho
Kim Jongho (hangul: 김영호, handzsa: 金永浩, RR: Kim Yeong-ho; Nonszan, 1971. április 9. –) olimpiai bajnok, világbajnoki ezüstérmes dél-koreai tőrvívó.